# Шверінське озеро
Швері́нське о́зеро, Звірине озеро (чеськ. Zvěřínské jezero; нім. Schweriner See) — прісноводне озеро у федеральній землі Мекленбург-Передня Померанія, Німеччина, поруч з містом Шверін.
Довжина озера становить 24,8 кілометра, ширина — до шести кілометрів, площа — 61,54 км². Це робить його другим за величиною озером на півночі Німеччини після Мюріц і четвертим за величиною озером Німеччини. Середня висота 37,8 м над рівнем моря.
Озеро Шверін оточене меншими озерами і тече на південь через Штер і Штерканал до Ельде і далі до Ельби в Північне море. На півночі є сполучення з Вісмаром через Валленштейнграбен, який можуть пройти досвідчені веслувальники. Озеро розташоване на захід і південь від вододілу Північного та Балтійського морів. Відтік через Валленштайнграбен до Лостенер-Зе був штучно створений, коли місце було пробито в 1531 році за герцога Альбрехта VII. Озеро Лостенер раніше впадало в Балтійське море. Багаторічна середня швидкість потоку над Штором становить 1,65 м³/с, а над Валленштейнграбеном 0,68 м³/с. Мінімальна швидкість потоку становить 0,5 м³/с (Stör) і 0,3 м³/с (Wallensteingraben). Рівень води регулюється водосховищем на північному витоку та шлюзом у Банцкові вздовж водного шляху Штор.
Озеро Шверінер -Зе розділене посередині Паульсдаммом, будівництво якого було завершено в 1842 році, на зовнішнє і внутрішнє озеро. Залишено відкритим судноплавне сполучення з каналом Паулсдамм, через який проходить автомобільний міст федеральної траси 104 (Bundesstraße 104). У зовнішньому озері розташовані острови Ліпс, Хорст і Ретберг, у внутрішньому озері — Шлоссінзель, Хакенвердер і Цигельвердер.
Весь Шверінер-Зеє є частиною федерального водного шляху Stör-Waterway водного шляху класу I в юрисдикції Управління водних шляхів і судноплавства Ельби.